# Le Grand Bleu
Le Grand Bleu é um filme francês de 1988 dirigido e escrito por Luc Besson. Estrelado por Rosanna Arquette, Jean-Marc Barr, Jean Reno e Griffin Dunne, o longa venceu o Prêmio César de melhor música (de Éric Serra) e melhor som, além do prêmio de melhor filme da Academia Nacional de Cinema da França. É considerado o maior sucesso de Luc Besson e do cinema francês na década de 1980, tendo atraído um público de 9.194.343 pessoas aos cinemas.
O roteiro é inspirado na vida dos mergulhadores Jacques Mayol (interpretado no filme por Jean-Marc Barr) e Enzo Maiorca (que, no filme, teve o nome alterado para Enzo Molinari, e é interpretado por Jean Reno).
O filme foi exibido fora de competição no prestigioso Festival de Cannes de 1988.

## Sinopse
Os mergulhadores Jacques Mayol (Jean-Marc Barr) e Enzo Molinari (Jean Reno) se conhecem desde a infância e são, ao mesmo tempo, amigos e rivais. Já adultos, competem entre si no campeonato mundial de mergulho ao mesmo tempo em que Jacques tem um romance com a jornalista estadunidense que cobre a competição, Johana Baker (Rosanna Arquette), que fica grávida dele.  

## Elenco
- Rosanna Arquette – Johana Baker
- Jean-Marc Barr – Jacques Mayol
- Jean Reno – Enzo Molinari
- Paul Shenar – Dr. Laurence
- Sergio Castellitto – Novelli
- Jean Bouise – Tio Louis
- Marc Duret – Roberto
- Griffin Dunne – Duffy
- Andréas Voutsinas - Padre (como Andreas Voutsinas)
- Valentina Vargas - Bonita
- Kimberly Beck - Sally (como Kimberley Beck)
- Patrick Fontana - Alfredo
- Alessandra Vazzoler - La Mamma (mãe de Enzo)
- Geoffrey Carey - Supervisor (como Geoffroy Carey)
- Bruce Guerre-Berthelot - jovem Jacques

## Prêmios e indicações

### Prêmios
César
- Melhor música: Éric Serra - 1989
- Melhor som: 1989

 Academia Nacional de Cinema
- Melhor filme: 1989

### Indicações
César
- Melhor filme: 1989
- Melhor diretor: Luc Besson - 1989
- Melhor ator: Jean-Marc Barr - 1989
- Melhor ator coadjuvante: Jean Reno - 1989
- Melhor fotografia: 1989
- Melhor poster: 1989

## Trilha sonora original
A trilha sonora original foi composta por Éric Serra. Para exibição nos EUA, a trilha sonora foi composta pelo músico estadunidense Bill Conti.
| - Volume 1 1. The Big Blue Overture 2. Deep Blue Dream 3. Sailing to Death 4. Rescue in a Wreck 5. La Raya 6. Huacracocha 7. Water Works 8. Between the Sky-Scrapers 9. Remembering a Heart Beat 10. Spaghetti Del Mar 11. Let Them Try 12. Synchronised Instant 13. Homo Delphinus 14. The Monastery of Amorgos 15. Much better down there 16. Cruise of the Dolphin 17. Second Dive 18. Leaving the World Behind 19. My Lady Blue (interpretada por Éric Serra) | - Volume 2 1. Let Them Try 2. A Walk in Taormina 3. Watergames 4. Fatal Dive 5. Platform 6. Leaving Peru 7. Virgin Island 8. Strange Feelings 9. Sicilia 10. Such a Family 11. The Third Dive 12. Do you like this Place 13. For Enzo 14. Leaving the World Behind |